# 당하관
당하관(堂下官)은 조선왕조의 정3품 하계(下階) 이하의 품계를 보유한 관원을 가리킨다. 조정에서 정사를 논의할 때 당(堂) 위에 올라 앉을 수 없는 관직이라는 뜻에서 유래하였으며, 국가 정책의 집행 실무를 담당하는 관직에 해당하였다. 정3품 상계(上階) 이상의 품계에 오른 관원은 당상관이라 하였다.
당하관의 경우 조선 후기 기준으로 관복(冠服)의 흉배는 대부분 1마리만 그려지게 되어 있다. 관복의 흉배뿐만 아니라 관복 색깔도 구분을 할 수 있는 방법이였다. 당상관은 붉은 관복을, 당하관은 파란 관복 또는 녹색 관복을 주로 입었다.
당상관은 정책을 만들고, 당하관들이 실무를 하는 형태였다.